# Incidente terrorista de la terminal Port Authority de 2017
El 11 de diciembre de 2017, un artefacto explosivo adherido al cuerpo del atacante fue detonada en las inmediaciones de la estación de autobuses de Port Authority, en Midtown Manhattan, en Nueva York, dejando 4 heridos, además del atacante, ninguno de gravedad. El alcalde de la ciudad, Bill de Blasio, describió el incidente como "un intento de ataque terrorista". El presunto terrorista fue identificado por la policía como Akayed Ullah, un inmigrante bengalí de 27 años.

## Atentado
Durante la mañana del lunes 11 de diciembre de 2017, fue registrada una explosión en los pasillos que unen la terminal de autobuses de Port Authority y la estación del metro de la Calle 42–Terminal de Autobuses de la Autoridad Portuaria (línea de la Octava Avenida). Dicha explosión fue causada por un hombre suicida que planeaba inmolarse en el pasillo. En total, 4 personas resultaron heridas, incluyendo al atacante. Más tarde, el mismo alcalde de Nueva York, Bill de Blasio, confirmó que el hecho era un atentado terrorista. Según las autoridades, la bomba explotó antes de tiempo lo que provocó la explosión y que el atacante fuese heridos levemente.

### Consecuencias
Las autoridades evacuaron preventivamente varias líneas de metro, que luego volvieron a funcionar. Además se cerraron varias calles por la zona, cercana a Times Square.

## Perpetrador
El Departamento de Policía de Nueva York detuvo a un hombre tirado en el suelo del pasillo que tenía adherido al cuerpo una bomba con cables y un paquete de baterías. El atacante fue identificado como Akayed Ullah. Un hombre de 27 años de edad que emigró de Bangladés en 2010 y residía en Brooklyn. La policía aun está investigando si el hombre está relacionado con algún grupo terrorista o tuvo otras motivaciones para llevar a cabo el atentado; pero, según confesó a la policía, había «actuado en nombre de el Estado Islámico para vengar la muerte de musulmanes en el mundo». Más tarde, la policía confirmó lo dicho por Ullah y oficializó que el terrorista estaba inspirado en el Estado Islámico.